# Nowa Kamjanka (obwód chersoński)
Nowa Kamjanka (ukr. Нова Кам'янка) – wieś na Ukrainie, w obwodzie chersońskim, w rejonie berysławskim. W 2024 liczyła 307 mieszkańców, spośród których 300 posługiwało się językiem ukraińskim, 7 rosyjskim.